# Toni Gaßner-Wechs
Antonia „Toni“ Gaßner-Wechs (* 11. Februar 1900 in Bad Oberdorf, Gemeinde Hindelang; † 1. März 1956 in Immenstadt) war eine deutsche Mundartdichterin. 
Die Tochter des Zimmerermeisters Fridolin Wechs und dessen Frau Karolina schrieb nach ihrer 1923 erfolgten Heirat mit Josef Gaßner, einem Reichsbahnbeamten aus Rosenheim, die Erlebnisse ihres Vaters auf und verarbeitete sie in Gedichten, Prosatexten und Theaterstücken in Hindelanger Mundart sowie teilweise auch in Schriftdeutsch. 

## Ehepaares Gaßner-Wechs (Auswahl)
- Bändel und Blacha. Ausgewählte Gedichte in Allgäuer Mundart (1980)
- Allgäuer Lüftle. Erzählungen aus dem Allgäu in Hochdeutsch.
- Allgäuer Bühnenstücke (u. a. "'s Geißarle"). 1998